# بریت نیکول
بریت نیکول (انگلیسی: Britt Nicole؛ زادهٔ ۲ اوت ۱۹۸۴) یک موسیقی‌دان اهل ایالات متحده آمریکا است. وی از سال ۲۰۰۴ میلادی تاکنون مشغول فعالیت بوده‌است.